# The Innocents
Pour les articles homonymes, voir Les Innocents.
Albums de Erasure
Live at the Seaside
(1987) Crackers International
(1988)
Singles
The Innocents est le 3e album studio du groupe britannique Erasure, paru le 18 avril 1988 (Royaume-Uni).
Classé deux fois no 1 des ventes d'albums au Royaume-Uni (une fois lors de sa sortie initiale et l'autre fois en janvier 1989), The Innocents fut l'album de la consécration pour le groupe dans son pays où il devint double-disque de platine, avec plus de 600 000 exemplaires vendus au seul Royaume-Uni et cinq millions d'exemplaires dans le monde. Il permit au groupe d'entreprendre sa première véritable tournée internationale, "The Innocents Tour", dans plusieurs pays européens ainsi qu'aux États-Unis.
Quoiqu'un peu moins varié que son prédécesseur, The Circus, cet album déborde néanmoins le cadre strict de la pop en proposant une incursion dans le gospel avec le titre Yahoo !, un instrumental jazzy (Sixty-five Thousands), une reprise d'un standard de la musique soul des années 60 avec River Deep, Mountain High d'Ike & Tina Turner, tandis que la 10e plage de l'album, Witch in the Ditch, adopte la structure rythmique d'une valse à cinq temps sur une mélodie néo-médiévale.
La pochette de l'album est une reproduction partielle d'un vitrail de la Cathédrale de Chartres, plus précisément une petite portion du vitrail de Charlemagne représentant "l'apparition en songe de Saint Jacques à Charlemagne". Dans ce rêve, l'apôtre exhorte Charlemagne à se rendre en Galice pour repousser les Sarrasins d'Espagne ; ce qui constitue l'une des légendes à l'origine du pèlerinage de Saint-Jacques-de-Compostelle. Le choix de ce thème graphique médiéval fut inspiré par la pochette de l'album Graceland de Paul Simon, sorti deux ans plus tôt.
Le 26 octobre 2009 une réédition remasterisée de cet album paraît sous la forme de deux versions :
1. une version "standard", stricte réédition remasterisée de l'album original de 1988 ;
2. une version "deluxe" qui inclut, en plus de l'album remasterisé, un second CD comportant des remixes, des faces B et des extraits rares en live, ainsi qu'un DVD rééditant la cassette VHS du concert The Innocents Live en y ajoutant des bonus, ainsi qu'un livret avec une interview et des photos inédites.

Cette réédition fut précédée, le 12 octobre 2009, par un nouvel extrait qui n'avait encore jamais fait l'objet d'une parution en single, Phantom Bride, comportant de nouveaux remixs de chansons de l'album The Innocents.
Le 5 février 2016, dans le cadre de la célébration des 30 ans d'Erasure, l'album The Innocents est réédité au format vinyle 33 tours.

## Date de parution
- sortie initiale : 18 mai 1988
- réédition remasterisée avec suppléments : 26 octobre 2009

## Classement parmi les ventes de disques
| Pays                                   | Meilleure position |
| -------------------------------------- | ------------------ |
| Royaume-Uni                            | 1                  |
| Argentine                              | 3                  |
| Allemagne                              | 8                  |
| Communauté économique européenne (CEE) | 9                  |
| Suède                                  | 13                 |
| Suisse                                 | 15                 |
| Norvège                                | 18                 |
| États-Unis                             | 49                 |
| Nouvelle-Zélande                       | 50                 |
| Canada                                 | 54                 |

## Détail des plages

### Édition originale, 1988
| No  | Titre                                         | Durée |
| --- | --------------------------------------------- | ----- |
| 1.  | A Little Respect                              | 3:31  |
| 2.  | Ship of Fools                                 | 4:01  |
| 3.  | Phantom Bride                                 | 3:31  |
| 4.  | Chains of Love                                | 3:36  |
| 5.  | Hallowed Ground                               | 4:00  |
| 6.  | Sixty-Five Thousand                           | 3:23  |
| 7.  | Heart of Stone                                | 3:19  |
| 8.  | Yahoo!                                        | 3:48  |
| 9.  | Imagination                                   | 3:27  |
| 10. | Witch in the Ditch                            | 3:43  |
| 11. | Weight of the World                           | 3:38  |
| 12. | When I Needed You (Melancholic Mix)           | 4:22  |
| 13. | River Deep, Mountain High (Private Dance Mix) | 7:02  |

### Réédition deluxe, 2009
| 1.  | A Little Respect                              | 3:33 |
| 2.  | Ship of Fools                                 | 4:01 |
| 3.  | Phantom Bride                                 | 3:32 |
| 4.  | Chains of Love                                | 3:38 |
| 5.  | Hallowed Ground                               | 4:01 |
| 6.  | Sixty-Five Thousand                           | 3:23 |
| 7.  | Heart of Stone                                | 3:19 |
| 8.  | Yahoo!                                        | 3:49 |
| 9.  | Imagination                                   | 3:28 |
| 10. | Witch in the Ditch                            | 3:44 |
| 11. | Weight of the World                           | 3:40 |
| 12. | When I Needed You (Melancholic Mix)           | 4:22 |
| 13. | River Deep, Mountain High (Private Dance Mix) | 7:01 |

| 1.  | Ship of Fools (Shiver Me Timbers Mix)                | 7:53 |
| 2.  | When I Needed You                                    | 3:59 |
| 3.  | River Deep, Mountain High (7" Version)               | 3:19 |
| 4.  | Chains of Love (The Unfettered Mix)                  | 8:24 |
| 5.  | Don't Suppose (Country Joe Mix)                      | 5:57 |
| 6.  | The Good, the Bad and the Ugly (The Dangerous Mix)   | 4:42 |
| 7.  | A Little Respect (12" House Mix)                     | 6:43 |
| 8.  | Lika Zsa Zsa Zsa Gabor (Mark Freegard Mix)           | 4:56 |
| 9.  | Love Is Colder Than Death                            | 2:13 |
| 10. | Phantom Bride (BBC 'In Concert' live recording)      | 4:08 |
| 11. | Heart of Stone (BBC 'In Concert' live recording)     | 3:37 |
| 12. | Hallowed Ground (BBC 'In Concert' live recording)    | 3:55 |
| 13. | Witch in the Ditch (BBC 'In Concert' live recording) | 3:53 |

#### DVD - The Innocents Live / The Videos / BBC Performances / MP3
(réédition en DVD de la cassette video d'époque, The Innocents Live, initialement parue début 1989)
 Note : La bande son demeure en stéréo mais a été notablement remixée de façon à repositionner la voix du chanteur et les percussions nettement en avant par rapport aux arrangements d'origine, sauf dans le documentaire qui est proposé tel quel. Quant à l'image, malgré un net toilettage du concert (amélioration du grain et moindre saturation des couleurs), elle conserve le ratio 4/3 d'origine pour l'ensemble du DVD. Le format est en NTSC.
The Innocents Live – NEC Birmingham 15/11/88
1. Chains of Love
2. A Little Respect
3. The Circus
4. The Hardest Part
5. Push Me Shove Me
6. Spiralling
7. Hallowed Ground
8. Oh l'amour
9. Who Needs Love Like That
10. Stop!
11. Victim of Love
12. Ship of Fools
13. Knocking on Your Door
14. Sometimes
15. Witch in the Ditch (previously unreleased)
16. Gimme! Gimme! Gimme! (previously unreleased)

The Innocents at the BBC
1. Ship of Fools (Going Live !)
2. A Little Respect (Top of the Pops)
3. The Innocents Live (BBC 35-minute TV Special - First Broadcast December 12th 1988)

The Innocents - Promotional Videos
1. Ship of Fools
2. Chains of Love
3. A Little Respect

The Innocents Live - Downloads
MP3 files of The Innocents Live